# Rixe

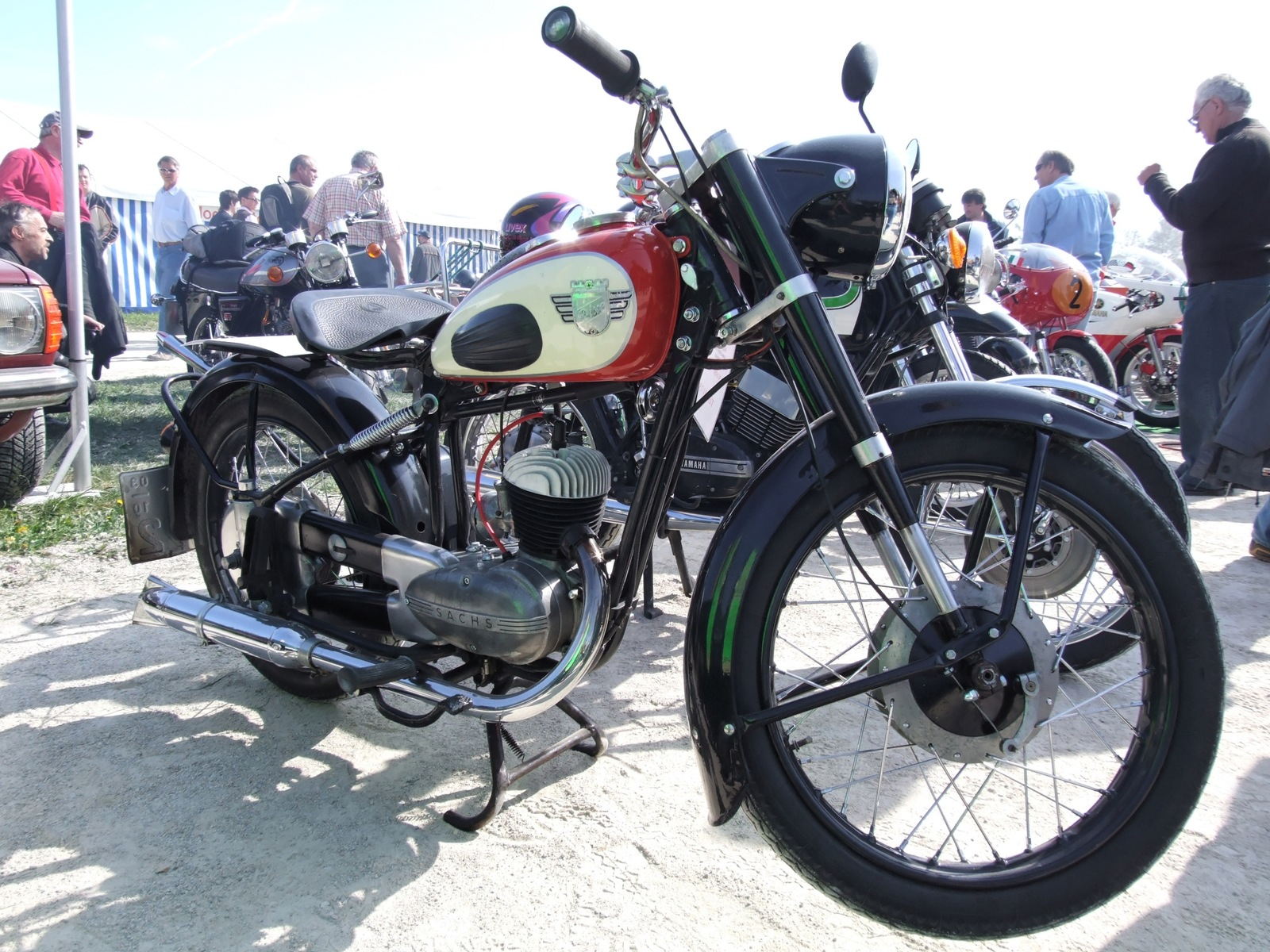
Rixe 175 cc uit 1953

Rixe is een historisch merk van motorfietsen en fietsen.
Rixe-Fahrradwerke, later Rixe & Co., Brake bei Bielefeld (1934-1958).
Bielefeld was vanaf de jaren twintig het centrum van de Duitse fietsindustrie. Rixe bouwde vanaf 1934 motorfietsen en vanaf 1939 ook bromfietsen met 74- en 98 cc Sachs-motoren. Na 1948 werden ook ILO-motoren tot 248 cc ingebouwd. Daarna concentreerde men zich weer op bromfietsen. Die productie werd in 1958 vervangen door die van fietsen, tot het bedrijf halverwege de jaren tachtig de poorten moest sluiten.